# Décharge (revue)
Décharge est une revue papier, trimestrielle, créée en 1981 par Jacques Morin.
Alain Kewes et Claude Vercey sont venus épauler Jacques Morin, au sein de l'association des « Palefreniers du rêve ».
Après avoir participé en 1969 à la revue Soror, en 1973, Jacques Morin participa à la création de la revue Le Crayon noir. En 1980, il dirigea la revue Le Désespoir, avant de fonder Décharge, en 1981.
À propos du titre de la revue, Jacques Morin écrivait sur la quatrième de couverture du premier numéro : "La poésie, comme un champ d'épandage sur le cadastre littéraire, comme une anguille dans l'encre à baratter les watts comme une rafale de jour ou une salve d'ennui comme un stylo majeur bandé et débandé Décharge une poésie résolument vivace".
Décharge, depuis janvier 1981, a publié plus de 1400 auteurs (et souvent plusieurs fois) ainsi que plus de 110 illustrateurs.
Avec la revue Décharge, la collection Polder est aujourd’hui constituée par des livrets indépendants, imprimés par Yves Artufel des éditions Gros Textes. La collection, à raison de quatre volumes par an. publie des nouveaux auteurs choisis par les quatre piliers de Décharge : Yves Artufel, Alain Kewes, Jacques Morin et Claude Vercey. 
Le site internet de la revue est articulé en trois parties : Repérages et ses notes de lecture, les I.D. ou itinéraires de délestage de Claude Vercey, et la Revue du mois, mettant en lumière les nombreuses revues de poésie française.
En 2011, Cécile Guivarch écrivait : "C’est incontournable, on ne peut pas lire de la poésie sans passer par la revue Décharge."
En décembre 2023, paraît l'ultime numéro papier de la revue Décharge, le n° 200. 
Cependant, la collection des Polders continue et le site aussi, sous la supervision de Claude Vercey